# 上弗拉希斯

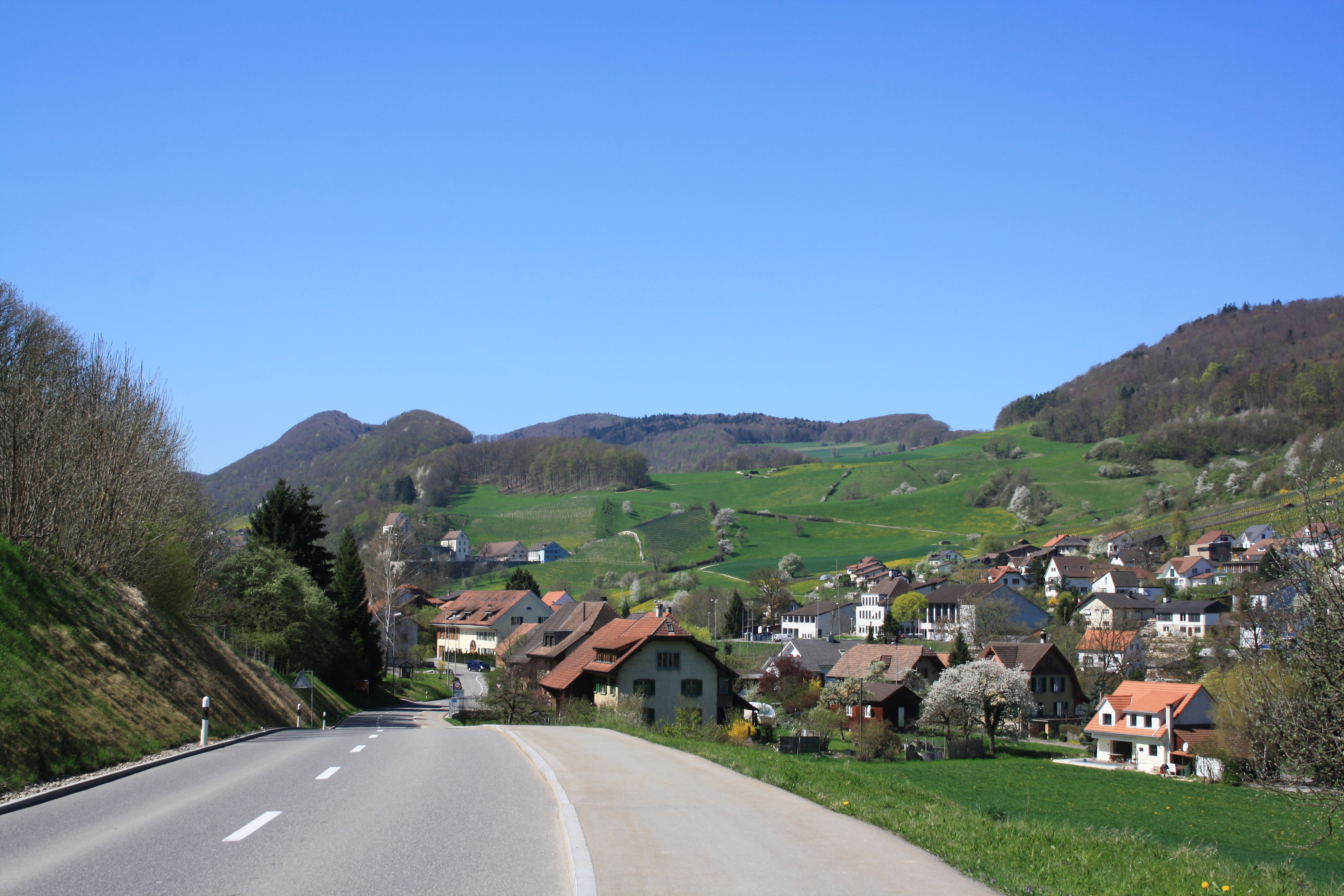

上弗拉希斯是瑞士的城鎮，位於該國北部，由阿爾高州負責管轄，面積3.38平方公里，海拔高度401米，2012年人口483，七成人口信奉基督教，人口密度每平方公里143人。

## 外部連結
- Official Website of Oberflachs